# Hans Gillhaus
Hans Gillhaus (n. 5 noiembrie 1963, Helmond, Brabantul de Nord, Țările de Jos) este un fost fotbalist neerlandez.
Între 1987 și 1994, Gillhaus a jucat 9 meciuri și a marcat 2 goluri pentru echipa națională a Țărilor de Jos. Gillhaus a jucat pentru naționala Țărilor de Jos la Campionatul Mondial din 1990.

## Statistici
| Țările de Jos | Țările de Jos | Țările de Jos |
| An            | Meciuri       | Goluri        |
| ------------- | ------------- | ------------- |
| 1987          | 2             | 2             |
| 1988          | 0             | 0             |
| 1989          | 0             | 0             |
| 1990          | 5             | 0             |
| 1991          | 0             | 0             |
| 1992          | 0             | 0             |
| 1993          | 0             | 0             |
| 1994          | 2             | 0             |
| Total         | 9             | 2             |